# داریجا (یوسف‌علی)
داریجا (به ترکی استانبولی: Darıca) یک منطقهٔ مسکونی در ترکیه است که در یوسف‌علی واقع شده‌است. داریجا ۲۵۱ نفر جمعیت دارد.